# Vasile Mihai
Vasile Fernando Mihai ; n. 29 noiembrie 1995, Tecuci, Galați, România) este un fotbalist român, care joacă pe post de mijlocaș la Q25428469⁠(d).

## Titluri
FC Voluntari
- Cupa României la fotbal : 2016-17